# Costa swahili
La costa swahili (in arabo الساحل السواحلي‎?) è una zona costiera dell'Oceano Indiano situata in Africa orientale abitata dal popolo swahili. Comprende le città di Dar es Salaam e Kilwa (in Tanzania), Sofala (in Mozambico), Mombasa, Gede, l'isola di Pate, Lamu e Malindi (in Kenya), nonché diverse isole costiere come Zanzibar e l'arcipelago delle Comore.
Le aree di quella che oggi è considerata la costa swahili erano storicamente conosciute come Azania o Zingion nell'era greco-romana e come Zanj o Zinj nella letteratura mediorientale, indiana e cinese dal VII al XIV secolo. La parola "swahili" significa popolo delle coste in arabo e deriva dalla parola sawahil ("coste").
Il popolo swahili e la sua cultura si sono formati da un distinto mix di origini africane e arabe. Gli swahili erano commercianti e mercanti e assorbirono prontamente le influenze di altre culture. Documenti storici tra cui il Periplus Maris Erytraei e le opere di Ibn Battuta descrivono la società, la cultura e l'economia della costa swahili in vari momenti della sua storia. La cultura, la demografia, la religione, la geografia e i fattori economici che hanno plasmato la costa swahili hanno portato a un crescente sentimento secessionista.

## Storia
Nel periodo preswahili la regione era occupata da gruppi sociali più piccoli le cui principali attività socioeconomiche erano la pastorizia, la pesca e l'agricoltura mista. All'inizio, coloro che vivevano sulla costa swahili prosperarono grazie all'agricoltura favorita dalle piogge annuali regolari e dall'allevamento di animali. La bassa profondità della costa si rivelò importante per la pesca di frutti di mare. A partire dall'inizio del I millennio d.C. il commercio ebbe un ruolo cruciale nello sviluppo della regione, grazie agli estuari dei fiumi sommersi che formarono porti naturali e ai venti monsonici annuali che favorivano la navigazione. Inoltre la regione assistette a un'enorme migrazione di bantu. Le comunità insediate lungo la costa condividevano caratteristiche archeologiche e linguistiche con quelle dell'interno del continente. I dati archeologici hanno rivelato l'uso delle ceramiche Kwale e Urewe sia lungo la costa che all'interno delle parti interne, dimostrando che le regioni avevano uno stile di vita condiviso nella tarda età della pietra e nella prima età del ferro. Secondo Berger et al., questo stile di vita condiviso iniziò a divergere almeno intorno al XIII secolo d.C. (362). Sulla scia delle attività commerciali lungo la costa, i mercanti arabi avrebbero disprezzato i non musulmani e alcune pratiche africane, il ché avrebbe spinto le élite africane a negare i legami con l'interno e a rivendicare la discendenza dagli Shirazi convertendosi all'Islam. Le interazioni che ne sono seguite hanno portato alla formazione della cultura swahili e di città-stato uniche, in particolare quelle favorite dal commercio.

### Commercio nell'Oceano Indiano

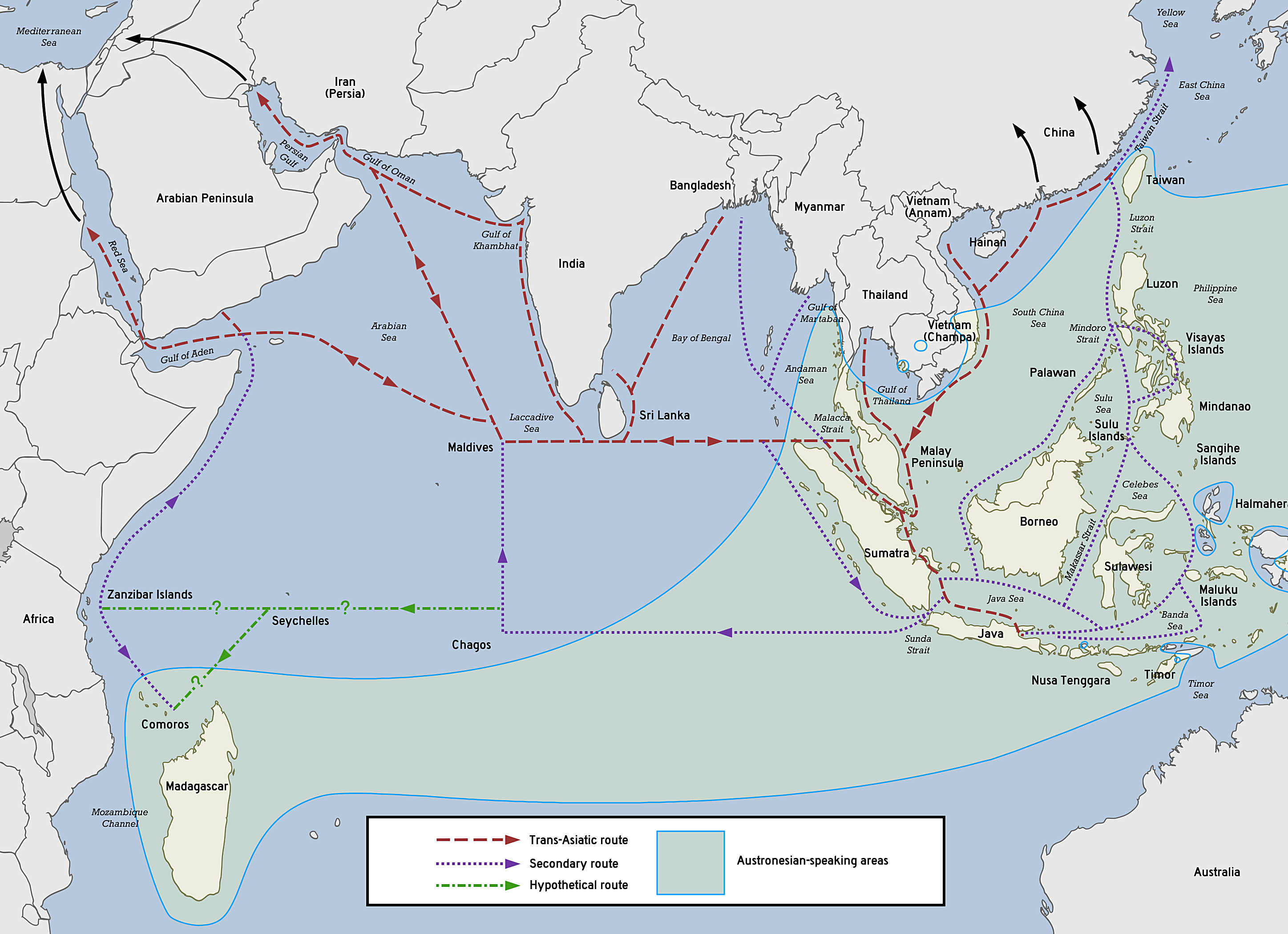
Mappa del commercio nell'Oceano Indiano

Il commercio lungo la costa dell'Africa orientale ebbe inizio già nel I secolo d.C. Gli agricoltori bantu, che sono considerati i primi coloni della regione, formarono delle comunità lungo la costa iniziando a commerciare con il sud-est asiatico, con l'Arabia meridionale e talvolta con Roma e con la Grecia (Berger et al. 362). L'ascesa delle città-stato della costa swahili può essere in gran parte attribuita all'ampia partecipazione della regione a una rete commerciale che attraversava l'Oceano Indiano, la quale è stata paragonata a quella della Via della seta per via delle molte destinazioni collegate. È stato affermato infatti che la rete commerciale dell'Oceano Indiano collegava effettivamente più persone rispetto a quanto non facesse la via della seta. La costa swahili esportava in gran parte prodotti grezzi come legname, avorio, pelli di animali, spezie e oro. I prodotti finiti venivano importati dall'Asia orientale, come seta e porcellana dalla Cina, spezie e cotone dall'India e pepe nero dallo Sri Lanka. Tra gli altri prodotti importati dall'Asia e dall'Europa figuravano cotone, lana, perline di vetro e pietra, fili metallici, gioielli, legno di sandalo, cosmetici, fragranze, kohl, riso, spezie, caffè, tè, altri alimenti e aromi, teak, accessori in ferro e ottone, tela per vele, carta, colori, inchiostro, spade e pugnali. Altri paesi che commerciavano con la costa swahili includevano Egitto,Assiria, Sumer, Fenicia, Somalia e Persia. Il commercio nella regione diminuì durante la pax mongolica per via del minor costo del trasporto via terra in quel periodo, tuttavia il trasporto via nave si rivelava vantaggioso per le merci destinate al mercato di massa. In tal senso i mercanti musulmani si rivelarono leader della rotta commerciale grazie alla loro capacità di finanziare la costruzione di navi. I venti monsonici annuali, essendo meno forti, fecero da catalizzatore per il commercio nella regione in quanto ridussero il rischio associato alla navigazione. Il commercio fu ulteriormente incoraggiato dall'invenzione delle vele latine che consentivano ai mercanti di viaggiare al riparo dai venti monsonici. Le prove del commercio nell'Oceano Indiano includono la presenza di frammenti di vasi su siti archeologici costieri che possono essere fatti risalire alla Cina e all'India.

#### Tratta degli schiavi
È stato stimato che tra il 1450 e il 1900 ben 17 milioni di persone furono vendute come schiavi dall'Europa, dall'Africa e dall'Asia e trasportate dai mercanti asiatici attraverso il Mar Mediterraneo, la via della seta, l'Oceano Indiano, il Mar Rosso e il deserto del Sahara verso località lontane. Ben 5 milioni di questi potrebbero essere stati di origine africana, in particolare dell'Africa occidentale. Prima del XVIII secolo la tratta degli schiavi sulla costa dell'Africa orientale era piuttosto ridotta. Donne e bambini erano i soggetti preferiti poiché i ruoli principali degli schiavi nel mondo asiatico erano quelli di domestici e concubine. La maggior parte degli schiavi sarebbe stata assorbita nelle famiglie swahili. I figli delle concubine ridotte in schiavitù nacquero come membri liberi del lignaggio del padre senza distinzioni e le manomissioni risultavano un atto di pietà comune per i musulmani anziani. Una serie di rivolte da parte di schiavi nota come rivolta degli Zanj ebbe luogo tra l'869 e l'883 d.C. a Bassora, una città dell'attuale Iraq. Gli Zanj ridotti in schiavitù furono probabilmente trasportati dalle aree più meridionali dell'Africa orientale. La rivolta crebbe fino a raggiungere più di 500.000  persone tra schiavi e uomini liberi che venivano impiegati nel lavoro agricolo. La rivolta degli Zanj indirizzata contro gli Abbasidi durò 14 anni. Fino a 15.000 ribelli avrebbero fatto irruzione nelle città, liberato gli schiavi e sequestrato armi e cibo. Queste rivolte destabilizzarono notevolmente la presa che gli Abbasidi avevano sugli schiavi. Durante la ribellione gli schiavi guidati da Ali ibn Muhammad catturarono Bassora e minacciarono persino di fare irruzione nella capitale Baghdad. Di conseguenza, il califfato abbaside abbandonò in gran parte l'importazione su larga scala di schiavi dall'Africa orientale.

#### Monete
Il conio di monete nella costa swahili può essere correlato a un aumento del commercio nell'Oceano Indiano. Le prime monete condividono molte somiglianze con le monete del Sindh. Alcuni stimano che le monete venissero coniate sulla costa swahili già dalla metà del IX secolo fino alla fine del XV secolo d.C. La produzione di monete arrivò relativamente tardi nell'area per via di altre culture che avevano intrapreso quest'arte già diversi secoli prima. Sebbene diversi documenti archeologici attestino l'uso di monete straniere nell'area, durante gli scavi sono stati ritrovati pochi esemplari di esse. In precedenza si credeva che le monete della costa swahili fossero di origine persiana, ma ora si riconosce che si tratta in realtà di monete autoctone. Le monete trovate sulla costa hanno solo iscrizioni in arabo e non in swahili. Le monete di questa regione possono essere suddivise in cinque categorie: argento Shanga, argento tanzaniano, rame Kilwa, oro Kilwa e rame Zanzibar. L'argento non si trova localmente sulla costa swahili, quindi è plausibile che venisse importato.

## Isole costiere
Le isole situate vicino alla costa swahili sono Zanzibar, Kilwa Kisiwani, Mafia e Lamu oltre alle lontane Comore che a volte sono considerate parte della costa swahili. Molte di queste isole divennero molto potenti grazie al commercio, in particolare Zanzibar e Kilwa. Prima che queste isole diventassero nodi commerciali, è probabile che le abbondanti risorse locali fossero molto importanti per i loro abitanti, come ad esempio le mangrovie che fornivano legno per le barche. Tuttavia gli scavi archeologici rivelano che gli isolani swahili si fossero adattati al commercio abbastanza presto.

### Kilwa
Sebbene oggi Kilwa sia in rovina, in passato fu una delle città stato più potenti della costa swahili. Nel XIII secolo infatti essa prese il controllo del commercio dell'oro proveniente da Banadir, nell'odierna Somalia, e verso la metà del XIV secolo il sultano di Kilwa riuscì ad affermare il suo potere su diverse altre città-stato. Kilwa riscuoteva un dei dazi doganali sull'oro spedito verso nord dallo Zimbabwe. Nel palazzo di Husuni Kubwa costruito dal sultano Al-Hasan Ibn Suleman sono stati ritrovati i resti di giardini, di una piscina e di attività commerciali. Il forte fungeva da palazzo e da area per immagazzinare merci commerciali ed è costituito da una corte pubblica e da un'area privata. A causa dell'intricata architettura presente a Kilwa, l'esploratore Ibn Battuta la definì "una delle città più belle del mondo". La ricchezza e il controllo del commercio dell'oro della città attirarono l'attenzione dei portoghesi, che in seguito vennero rovesciati dagli omaniti tra la fine del XVII e l'inizio del XVIII secolo d.C. Da allora la città visse una grande rinascita economica e in seguito divenne la capitale dell'Africa orientale coloniale tedesca.

### Zanzibar

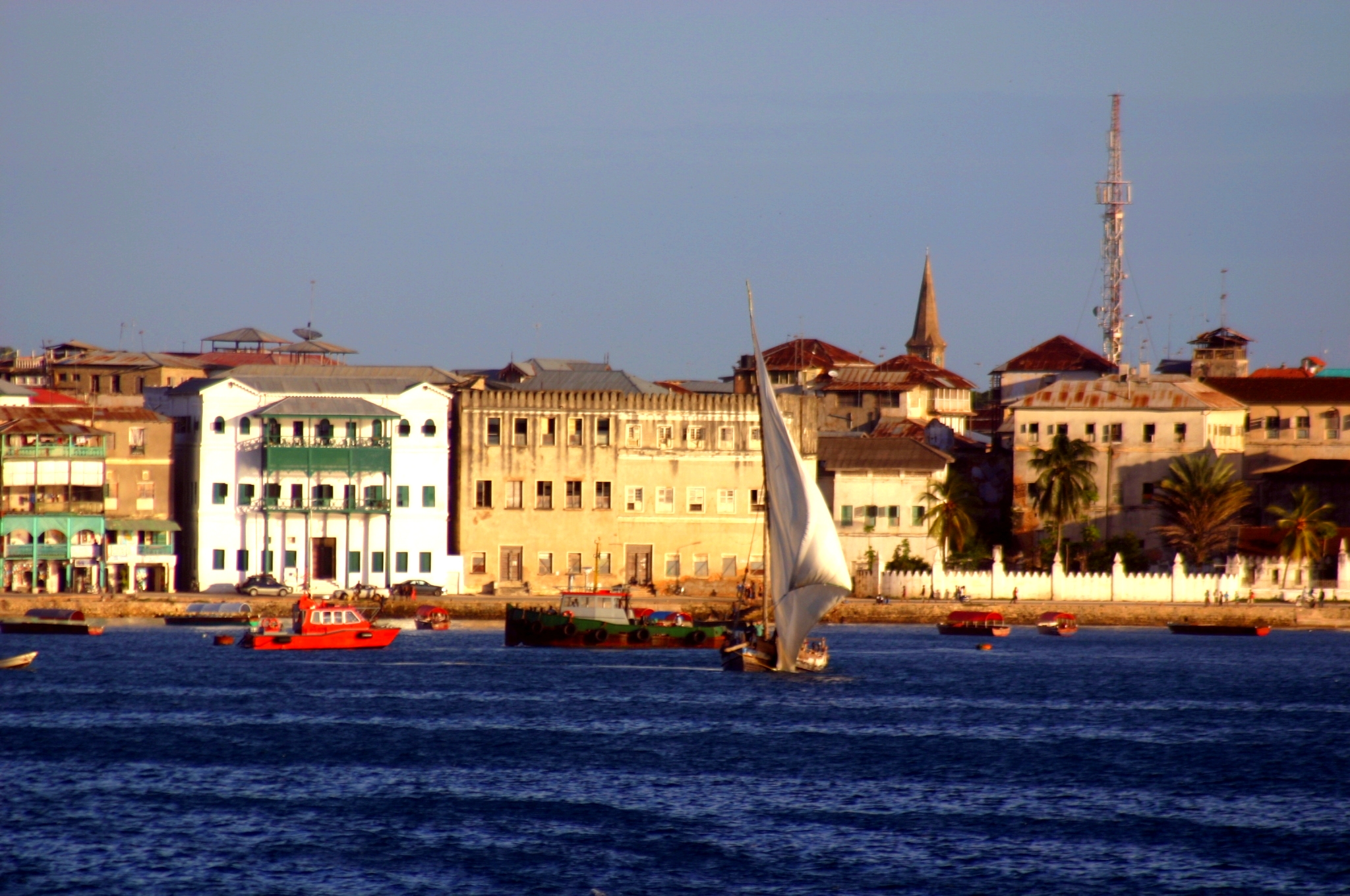
Stone Town, la città principale dell'arcipelago di Zanzibar

Zanzibar è una regione semiautonoma della Tanzania costituita dall'omonimo arcipelago. Le attività principali sono il turismo e la produzione di palme di rafia e di spezie come chiodi di garofano, noce moscata, cannella, pepe nero e palme di rafia. Nel 1698 l'isola divenne parte del sultanato di Mascate dopo che Sayf bin Sultan sconfisse i portoghesi a Mombasa. Nel 1832 il sultano trasferì la sua capitale da Mascate a Stone Town, la città principale dell'arcipelago di Zanzibar, favorendo la piantagione di piantagioni di chiodi di garofano e l'insediamento di commercianti indiani. Fino al 1890 i sultani di Zanzibar controllavano parte della costa swahili nota come Zanj che comprendeva Mombasa e Dar es Salaam. Alla fine del XIX secolo la città cadde sotto l'influenza dell'impero britannico e di quello tedesco.

## Cultura

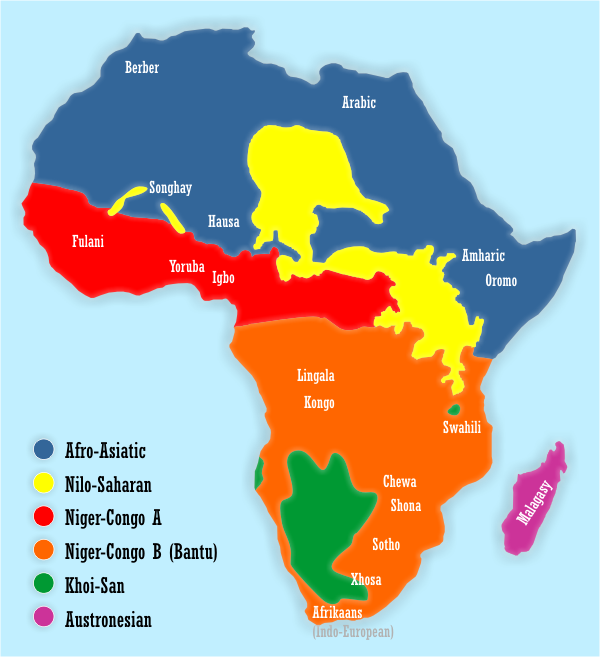
Lo swahili è raggruppato nella famiglia linguistica bantu (arancione)

La cultura della costa swahili aveva caratteristiche uniche che emergevano dalla diversità dei suoi fondatori. La società era di tipo urbano e ruotava attorno ad attività commerciali. L'élite della classe dirigente fu determinante nella modellazione della vita urbana swahili stabilendo un'ascendenza musulmana, abbracciando l'Islam, finanziando le moschee nella regione, stimolando il commercio e praticando l'isolamento delle donne. La maggior parte degli abitanti della costa swahili era composta da impiegati, artigiani e marinai e artigiani.
La cultura swahili è prevalentemente di stampo islamico. I documenti archeologici hanno dimostrato che le moschee e i cimiteri musulmani nelle città swahili furono costruiti già nell'VIII secolo d.C. La lingua swahili era in gran parte africana caratterizzata da molte parole arabe e persiane. Indipendentemente dal loro status economico, gli swahili tracciavano una chiara differenza tra loro e le persone dell'interno del continente che consideravano incolte. Per l'élite questa distinzione si rivelò importante nella schiavizzazione delle vicine comunità africane non musulmane. Pesce e crostacei sono comuni nel cibo della costa swahili grazie alla sua vicinanza e alla dipendenza dalla costa. Inoltre, in cucina vengono spesso impiegatenoci di cocco e spezie, nonché frutti tropicali. L'influenza araba è presente nelle tazzine di caffè disponibili nella zona e nelle carni dolci, nonché nella lingua swahili, nell'architettura e nella progettazione delle barche.

### Lingua
Lo swahili è la lingua franca dell'Africa orientale e gode di ufficialità in Kenya e in Tanzania oltre ad essere una delle lingue dell'Unione africana. Le stime del numero di parlanti variano notevolmente, ma di solito si attestano tra i 50 e i 100 milioni di persone. Lo swahili è una lingua bantu con una forte influenza araba (la stessa parola "swahili" deriva dalla parola araba "sahil" che significa "costa"). Alcuni sostengono che lo swahili sia una lingua completamente bantu con solo pochi prestiti linguistici arabi, mentre altri ipotizzano che il bantu e l'arabo si siano mescolati per formare lo swahili. È stato ipotizzato che la mescolanza delle lingue fosse facilitata dai matrimoni misti tra nativi e arabi oltre alle interazioni generali. Molto probabilmente lo swahili esisteva in qualche forma prima del contatto arabo, ma poi fu pesantemente influenzato da esso. La sintassi swahili è molto simile a quella di altre lingue bantu in quanto con esse condivide le cinque vocali a, e, i, o, u.

### Religione

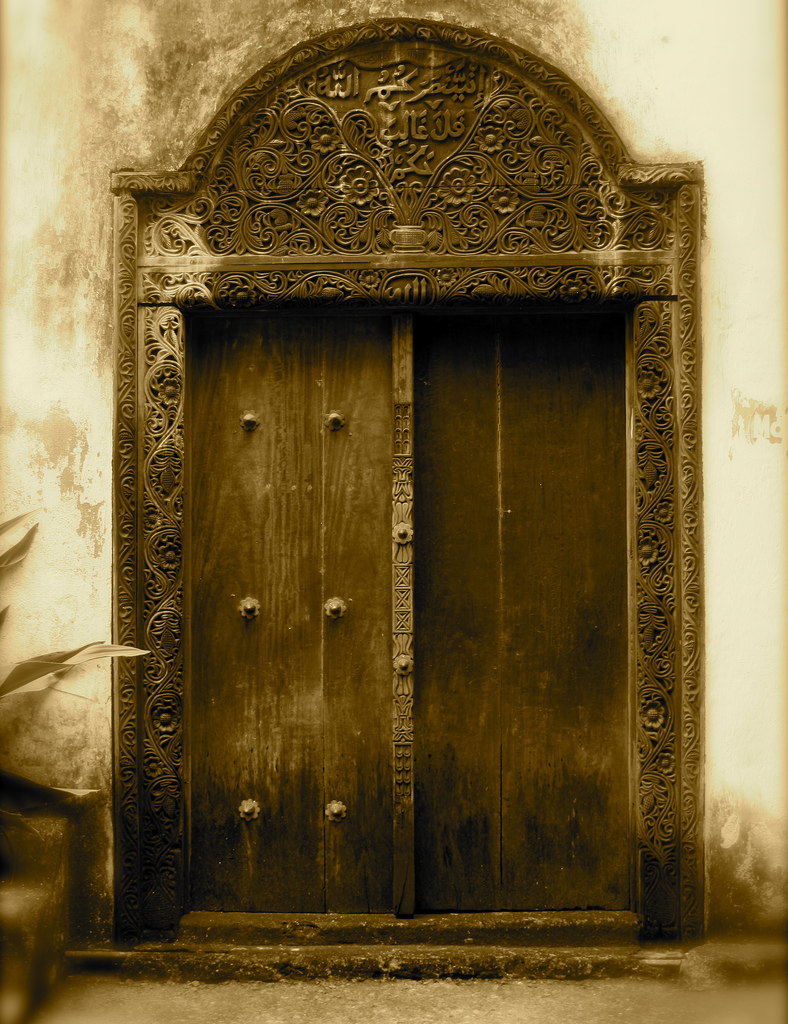
Le case sono spesso decorate con cornici di porte intagliate

La religione principale della costa swahili è l'Islam sunnita. Inizialmente i musulmani non ortodossi in fuga dalle persecuzioni nelle loro terre d'origine avrebbero introdotto la loro fede nella regione, ma è probabile che questa si sia diffusa tramite i commercianti arabi. Vi sono forme di sincretismo religioso che fondono le pratiche islamiche con quelle tradizionali: ad esempio, gli spiriti che portano malattie e sventura vengono placati e i morti vengono seppellite con oggetti di valore. Inoltre gli insegnanti coranici possono diventare stregoni e gli uomini indossano amuleti protettivi con i versetti del Corano.

### Architettura
Le prime moschee conosciute sulla costa swahili erano costruite in legno e risalgono al IX secolo d.C. Le moschee swahili sono più piccole rispetto ad altri paesi del mondo islamico, hanno poche decorazioni e in genere non possiedono minareti o cortili interni. Le abitazioni domestiche erano generalmente costruite con mattoni di fango ed erano per lo più alte un piano, caratterizzate da due stanze lunghe e strette. Gli alloggi sono spesso decorati con porte intagliate e inferriate di finestre. Le case più grandi a volte possono includere giardini e frutteti. La vicinanza tra una casa e l'altra ha fatto sì che le strade risultino strette e tortuose.